# Жнич
Жнич (Żnicz; Знич) — по представлениям польской романтической историографии XIX века, в литовской мифологии — священный огонь, а также жрец, поддерживавший вечный огонь. 
Слово происходит от древне-литовского лит. žynis и означает ведуна, шептуна, действие которого по-литовски называется жинаути (лит. žinoti — ведать, знать). О мнимом алтаре Жнича, огне Жнича писали Нарбут, Крашевский, Нарушевич, Афанасьев, Ян Карлович, Антон Мержинский.
Источником утверждений о том, что литвины и жмудины называли священный огонь znicz, явились «Kronika Polska, Litewska, Żmudzka i wszystkiej Rusi…» («Хроника польская, литовская, жмудская и всея Руси…», 1582) польского хрониста Мацея Стрыйковского (ок. 1547 — предположительно 1593) и «Kronika Sarmacyey Europskiey» («Хроника европейской Сарматии», 1611) Александра Гваньини (1538—1614), использовавшего хронику Стрыйковского. Стрыйковский название жреца zincz (то есть лит. žynis), упоминаемое в «Historiae polonicae libri XIII ab antiquissimus temporibus» («Истории Польши…») Яна Длугоша (1415—1480), понял как обозначение огня.
Появившееся по ошибке значение znicz закрепилось в польском языке, означая вечный огонь, пламя поминальных свечей, огонь олимпийский и т. п. секуляриозванные варианты священного огня.